# Manipur (stato)

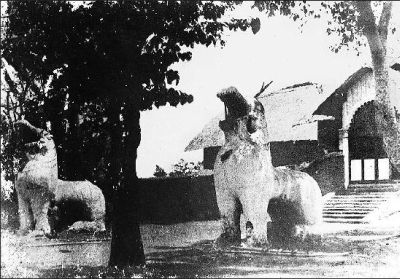
Kangla Uttra Sang al forte di Kangla, ex residenza dei re di Manipur. I due Kangla-Sa dragoni Pakhangba vennero distrutti durante la guerra anglo-manipur del 1891 ma sono stati recentemente restaurati.

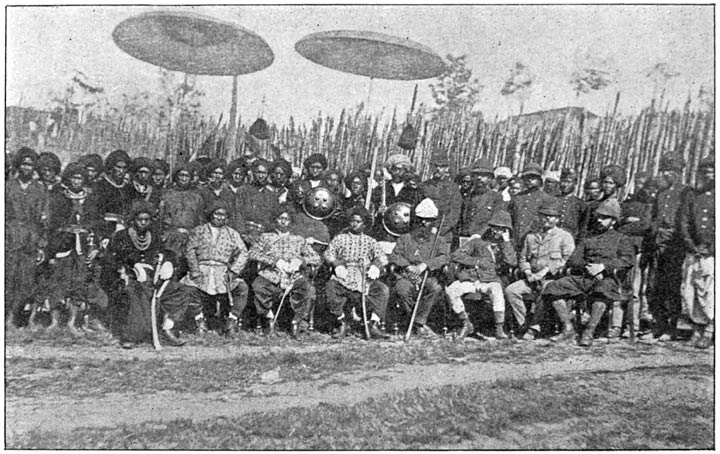
I principi di Manipur, il colonnello Johnstone, il maggiore Thangal e l'ufficiale europeo a Kohima dopo aver tolto l'assedio dei Naga al forte nel 1880

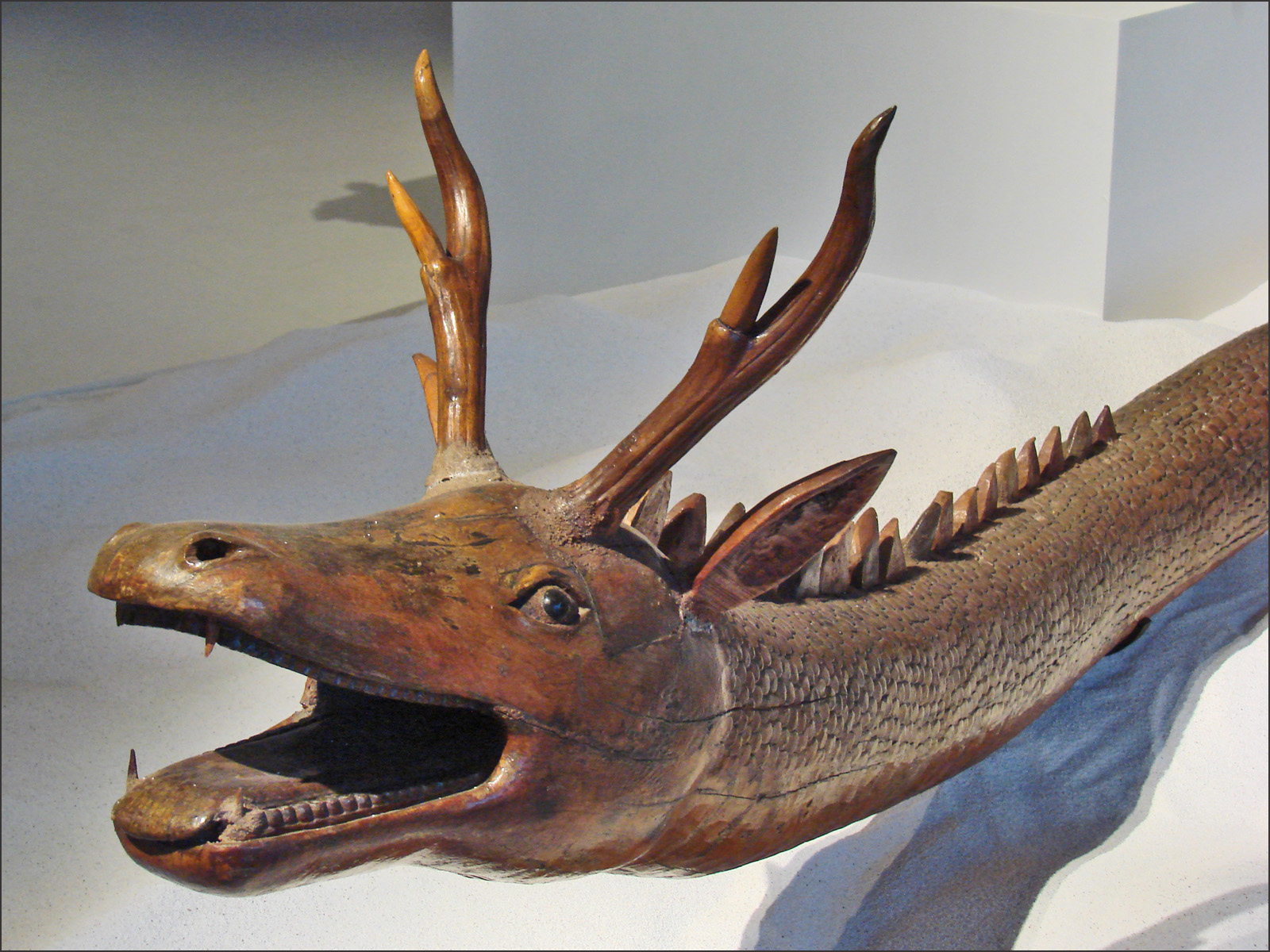
Un Pakhangba, un dragone araldico della tradizione Meetei ed emblema dello stato di Manipur

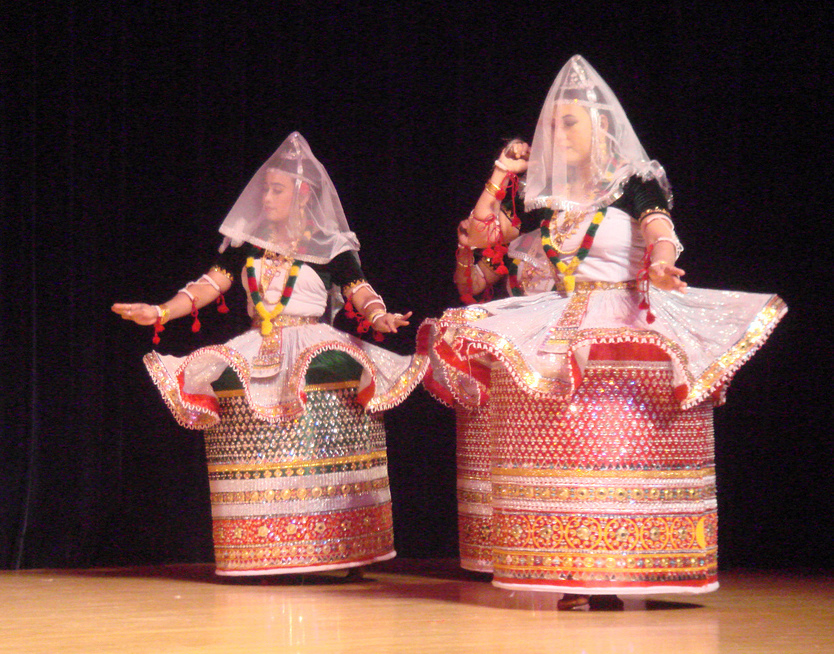
La danza Manipuri venne formalmente patrocinata dalla casata reale di Manipur.

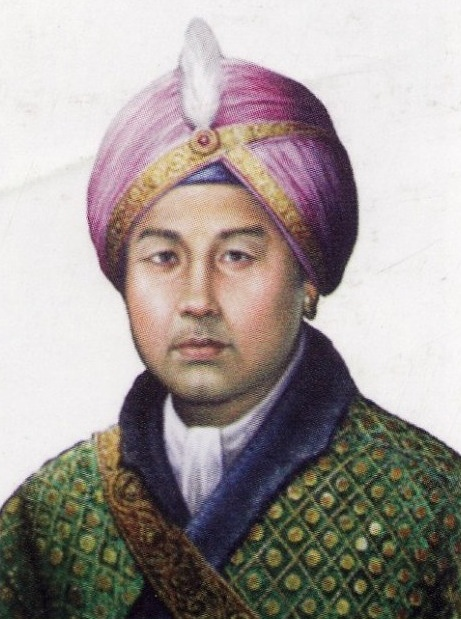
Il raja Gambhir Singh (1788–1834) accettò la sovranità britannica per salvare il regno dall'occupazione birmana

Lo Stato di Manipur (detto anche regno di Manipur) fu uno stato principesco del subcontinente indiano, avente per capitale la città di Imphal.
lo stato si trovò in alleanza sussidiaria con l'India britannica dal 1824, e divenne stato principesco dal 1891. Nel XX secolo aveva un'area di 22.327 km2 e conteneva in tutto 467 villaggi.
Le prime tracce storiche su Manipur si perdono nella narrativa mitica. Il forte di Kangla, collocato sulle rive del fiume Imphal, sorge sul luogo ove sorgeva il palazzo di re Pakhangba secondo la tradizione. Esso venne costruito nel 1632 da re Khagemba, che sconfisse gli invasori cinesi.

## Storia

### Lo stato di Kangleipak
Il regno di Kangleipak, predecessore di quello di Manipur, venne fondato da re Loiyumba nel 1110. Questi consolidò i suoi possedimenti incorporando gran parte dei piccoli principati presenti attorno a lui, dandogli anche una costituzione.
I re di Kangleipak nei secoli crebbero in potere anche oltre il loro territorio. Nel 1443, re Ningthoukhomba razziò Akla, abitata dal popolo shan, iniziando una politica di espansione verso la vicina valle del Kabaw.
Lo zenith dello stato di Kangleipak venne comunque raggiunto sotto il governo di re Khagemba (1597–1652). Il fratello di Khagemba, ad ogni modo, invidioso del sovrano, si portò a Taraf nel Bengala dove si alleò coi capit locali. Con un contingente di soldati mussulmani guidato da Muhammad Sani, Shalungba tentò di invadere il regno di Manipur ma i soldati vennero catturati e fatti lavorare per lo stato di Manipur. Questi si sposarono con donne locali di etnia meitei e adattarono il linguaggio meitei, introducendo tra l'altro l'hookah e fondando la Pangal, la comunità mussulmana a Manipur. Si dice che mercanti cinesi introdussero l'uso della polvere da sparo a Manipur, i quali visitarono lo stato nel 1630, inaugurando l'uso di particolari razzi chiamati Meikappi dall'inizio del XVIII secolo.

### Lo stato di Manipur
Nel 1714, re Pamheiba venne iniziato al Gaudiya Vaishnavismo da Shantidasa Gosain, indù del Bengala proveniente da Sylhet. Il sovrano rese il Gaudiya Vaishnava religione di stato, rendendo il Bishnupriya Manipuri la lingua scritta ufficiale, distruggendo tutti i documenti esistenti in lingua meitei. Nel 1724, venne adottato il nome sanscrito di Manipur ("dimora di gioielli") come nome di stato. Re Garib Niwaj fece diverse incursioni nello stato di Burma, ma nessuna conquista permanente. Dopo la morte di Gharib Nawaz nel 1754, Manipur venne occupato dal regno di Burma ed il re meitei Ching-Thang Khomba chiese l'intervento degli inglesi, ma questi non lo aiutarono e pertanto egli si rivolse a re Rajeswar Singha di Ahom che gli inviò 40.000 uomini al comando di Haranath Senapati Phukan per liberare Manipur. Nel 1762 venne negoziato un trattato di alleanza militare tra i due stati. Manipur venne invasa nel corso della prima guerra anglo-birmana assieme a Cachar e Assam.

### Protettorato inglese
A seguito delle invasioni burmesi, nel 1824 il re eletto di Manipur, Gambhir Singh (Chinglen Nongdrenkhomba) chiese nuovamente l'aiuto degli inglesi e questa volta gli venne garantito. Soldati sepoy e pezzi d'artiglieria assieme a ufficiali inglesi vennero inviati ad assistere il Manipur. Dopo che i burmesi vennero espulsi, la vale del Kaba e quella del fiume Ningthi venne annessa allo stato.
Nel 1824–1826, a conclusione della prima guerra anglo-birmana, il Manipur divenne un protettorato britannico.
Manipur rimase un territorio relativamente pacifico e prosperoso sino alla morte di re Gambhir Singh nel 1834. Quando questi morì suo figlio aveva appena un anno e suo zio Nara Singh venne nominato quale suo reggente. In quello stesso anno gli inglesi decisero di restituire la valle del Kabaw al regno di Burma, con grande scontento da parte dello stato di Manipur. Il ragià ottenne comunque una compensazione per la perdita pari a 6370 rupie annue e la presenza di un residente inglese nella città di Imphal dal 1835 per facilitare le comunicazioni tra i locali e le autorità britanniche.
Dopo un attentato alla sua vita, Nara Singh prese il potere e lo mantenne sino alla sua morte nel 1850.
Suo fratello Devendra Singh ottenne il titolo di ragià dagli inglesi, ma fu un governante estremamente impopolare. Dopo soli tre mesi, il maragià Chandrakirti Singh invase Manipur e salì al trono, mentre Devendra Singh fuggì a Cachar. Numerosi membri della famiglia reale tentarono di detronizzare Chandrakirti Singh, ma nessuna rivolta si portò a compimento. Nel 1879, quando il commissario inglese G.H. Damant venne ucciso da un membro del partito Angami Naga, il re di Manipur assistette gli inglesi inviando loro delle truppe nel vicino stato di Kohima. A seguito del servigio reso alla Corona britannica, Chandrakirti Singh venne ricompensato con l'Ordine della Stella d'India.
Dopo la morte del maragià Chandrakriti nel 1886 suo figlio Surachandra Singh gli succedette. Come nelle occasioni precedenti, diversi pretendenti al trono tentarono di detronizzare il nuovo sovrano. I primi tre tentativi fallirono, ma nel 1890, a seguito di un attacco al palazzo di Tikendrajit da parte del fratello del re, Kulachandra Singh, il sovrano annunciò la sua intenzione di abdicae e di lasciare Manipur per Cachar. Kulachandra Singh, ascese al trono mentre il fratello maggiore, Tikendrajit Singh, divenne comandante delle forze armate di Maipur, detenendo il vero potere nello stato. Nel frattempo, Surachandra Singh, una volta al sicuro, si appellò agli inglesi per riprendere possesso del proprio trono.

### La "spedizione di Manipur"
Gli inglesi decisero di riconoscere pubblicamente Juvraj Kulachandra Singh come ragià, ed inviarono quindi una spedizione militare di 400 uomini a Manipur per punire Senapati Tikendrajit Singh come persona principalmente responsabile dei tumulti accaduti. Quest'azione e gli eventi che seguirono divenne nota negli annali storici come "spedizione di Manipur del 1891", o "guerra anglo-manipur del 1891".
Gli inglesi tentarono di rimuovere Tikendrajit dalla sua posizione di comandante militare supremo (Senapati) e lo arrestarono il 24 marzo 1891 causando non pochi problemi. Il residente britannico a Imphal venne attaccato a sua volta ed il commissario capo di Assam, J.W. Quinton, il colonnello Sken, il residente britannico locale ed altri ufficiali di governo inglesi vennero uccisi. Nel bel mezzo della sommossa, Ethel St Clair Grimwood, vedova di Frank St Clair Grimmond, ex residente britannico ucciso, guidò la ritirata dei sepoy da Manipur a Cachar. Venne successivamente lodata come eroina per il grande coraggio dimostrato nell'operazione). Una spedizione punitiva composta da 5000 uomini venne inviata contro Manipur il 27 aprile 1891. Tre colonne di soldati inglesi entrarono a Manipur dal Burma britannico, da Cachar e dalle colline di Naga, scontrandosi con 3000 uomini dell'esercito di Manipur, riuscendo a pacificare l'area. A seguito dell'attacco inglese, Senapati Tikendrajit ed il giovane re Kulachandra fuggirono ma vennero catturati. Senapati e quanti erano stati coinvolti nell'uccisione degli ufficiali governativi inglesi vennero processati ed impiccati, mentre il deposto re Kulachandra e altri capi della ribellione vennero inviati nella prigione sulle Isole Andamane. Sino al 22 settembre 1891, il Manipur venne annesso temporaneamente all'India britannica in virtù della doctrine of lapse. Il 22 settembre 1891 quando Meidingngu Churachand (Churachandra), di appena 5 anni, venne posto sul trono, il potere della Corona di Manipur venne nominalmente restaurato.

### Il XX secolo: la fine del regno
Il giovanissimo Churachand apparteneva ad un ramo collaterale della famiglia reale di Manipur, e con l'appoggio degli inglesi aveva sorpassato molti altri contendenti più validi. Durante la sua minore età, gli affari di governo vennero sovrintesi dall'agente politico inglese che introdusse diverse riforme allo stato. La prima fu la pavimentazione delle strade del regno a partire dal 1900 e la realizzazione di vere e proprie strade carrozzabili per raggiungere il regno anche dall'esterno, oltre al miglioramento delle comunicazioni, in vista in particolare della visita del viceré lord Curzon nel 1901.
Il ragià Churachand venne formalmente dichiarato adulto nel 1907 dopo aver completato i propri studi ad Ajmer.
Nel 1918 ottenne il privilegio del titolo di maragià e durante il suo regno, Manipur attraversò un periodo di relativa pace e prosperità. Nel 1934 re Churachand ottenne il cavalierato dal governo britannico.
Tra il marzo ed il luglio del 1944 parte del Manipur e del distretto delle colline di Naga della provincia di Assam venne occupato dall'esercito imperiale giapponese. La capitale Imphal venne bombardata il 10 maggio 1942.
L'ultimo regnante fu il maragià Bodhchandra Singh, il quale governò dal 1941 al 1949.

### L'incorporazione nell'India
Il 15 agosto 1947, con la fine della tutela britannica, il Manipur divenne per breve tempo "indipendente", libero dal controllo del governatore di Assam. Ad ogni modo il maragià aveva già sottoscritto l'Instrument of Accession all'India l'11 agosto di quello stesso anno, lasciando gestire la difesa, gli affari esteri e le comunicazioni del suo stato allo stato del Dominion dell'India.
Il 21 settembre 1949, il maragià cedette all'annessione all'India che ebbe effetto il 15 ottobre di quello stesso anno. Come risultato degli accordi, il Manipur venne unito al Part C State sottoposto al governo indiano. Il parlamento del Manipur venne abolito.
Scontento del governo centralizzato, Rishang Keishing diede vita a un movimento per difendere i diritti del Manipur dal 1954. Il ministro dell'interno indiano, ad ogni modo, non diede peso a questo fatto inizialmente ma data la posizione di confine dello stato e la pericolosità di annessione da parte di altre potenze esterne concesse al Manipur maggiore autonomia di governo, un proprio consiglio dei ministri dal 1963 e lo status di stato dal 1972.

## Governanti di Manipur
La dinastia che regnò per oltre tre secoli sul regno di Manipur, iniziò nel 1709.
- 1709–1754 Gharib Nawaz (Pamheiba) (m. 1754)
- 1754–1756 Bharat Shah (Chitsai)
- 1756–1764 Guru Sham (Gaurisiam) (m. 1764)
- 1764–1798 Jai Singh (Bhagya Chandra)
- 1798–1801 Rohinchandra (Harshachandra Singh) (m. 1801)
- 1801–1806 Maduchandra Singh (m. 1806)
- 1806–1812 Charajit Singh (m. 1812)
- 1812–1819 Marjit Singh (m. 1824)

### Ragià sotto il controllo birmano
- 1819–1823 Shubol
- 1823–1825 Pitambara Singh

### Ragià sotto il protettorato britannico
- 26 giugno 1825 – 9 gennaio 1834 Gambhir Singh (n. 1788 - m. 1834)
- 1834–1844 Chandrakirti Singh (n. 1831 – m. 1886)
  - 1834–1844 Nara Singh – reggente (n. 1792 - m. 1850)
- 1844 – 10 aprile 1850 Nara Singh (s.a.)
- 1850 (3 mesi) Devendra Singh (m. 1871)
- 1850 – maggio 1886 Chandrakirti Singh (n. 1831 – m. 1886), 2ª volta (dal 18 febbraio 1880, Sir Chandrakirti Singh)
- 1886 – 24 settembre 1890 Surachandra Singh (m. 1891)
- 24 settembre 1890 – 19 aprile 1891 Kulachandra Singh (n. 18.. – m. 1934)
- 19 aprile 1891 – 18 settembre 1891 Interregno
- 18 settembre 1891 – 1918 Churachandra Singh (n. 1885 – m. 1941)

### Maragià
- 1918 – settembre 1941 Sir Churachandra Singh (s.a.) (dal 1º gennaio 1934, Sir Churachandra Singh)
- settembre 1941 – 15 ottobre 1949 Bodhchandra Singh (n. 1909 – m. 1955)

### Amministratori britannici
- 1835–1844 George Gordon
- 1844–1863 William McCulloch (1ª volta)[26]
- 1863–1865 Dillon
- 1865–1867 William McCulloch (2ª volta) (s.a.)
- 1867–1875 Robert Brown
- 1875–1877 Guybon Henry Damant (formalmente)
- 1877–1886 Sir James Johnstone
- 1886 (6 settimane) Trotter (formalmente)
- 25 Mar 1886 – 21 aprile 1886 Walter Haiks (formalmente)
- 1886 – 24 aprile 1891 St. Clair Grimwood (m. 1891)
- 1891 Sir Henry Collett
- 1891–1893 H.St.P. John Maxwell (1ª volta)
- 1893–1895 Alexander Porteous (1ª volta)
- 1895–1896 H.St.P. John Maxwell (2ª volta)
- 1896–1898 Henry Walter George Cole (1ª volta) (formalmente)
- 1898–1899 Alexander Porteous (2ª volta)
- 1899–1902 H.St.P. John Maxwell (3ª volta)
- 1902–1904 Albert Edward Woods
- 1904–1905 H.St.P. John Maxwell (4ª volta)
- 1905–1908 John Shakespear (1ª volta)
- 1908–1909 A.W. Davis
- 1909–1914 John Shakespear (2ª volta)
- 1914–1917 Henry Walter George Cole (2ª volta) (s.a.)
- 1917–1918 John Comyn Higgins (1ª volta)
- 1918–1920 William Alexander Cosgrave
- 1920–1922 L.O. Clarke (1ª volta)
- 1922 Christopher Gimson (1ª volta) (formalmente)
- 1922–1924 L.O. Clarke (2ª volta)
- 1924–1928 John Comyn Higgins (2ª volta) (s.a.)
- 12 marzo 1928 – 23 novembre 1928 C.G. Crawford
- 1928–1933 John Comyn Higgins (3ª volta) (s.a.)
- 1933–1938 Christopher Gimson (2ª volta) (s.a.)
- 1938–1941 Gerald Pakenham Stewart (1ª volta) (prigioniero giapponese nel 1941–45)
- 1941–1946 Christopher Gimson (3ª volta) (s.a.)
- Dicembre 1946 – 14 agosto 1947 Gerald Pakenham Stewart (2ª volta)

### Amministratori indiani
- 15 agosto 1947 – 1947 Gerald Pakenham Stewart (s.a.)[27]
- 1947–1948 Shri Debeswar Sharma[28]

Dewan
- 1948 – 16 aprile 1949 Maharaj Kumar Priyobrata Singh (s.a.)[28]
- 16 aprile 1949 – 15 ottobre 1949 Rawal Amar Singh[29]